# Колобжег (гміна)
Гміна Колобжег (пол. Gmina Kołobrzeg) — сільська гміна у північно-західній Польщі. Належить до Колобжезького повіту Західнопоморського воєводства.
Станом на 31 грудня 2011 у гміні проживало 10152 особи.

## Територія
Згідно з даними за 2007 рік площа гміни становила 144.75 км², у тому числі:
- орні землі: 69.00%
- ліси: 11.00%

Таким чином, площа гміни становить 19.94% площі повіту.

## Населення
Станом на 31 грудня 2011:
| Опис     | Загалом | Загалом | Чоловіки | Чоловіки | Жінки | Жінки |
| -------- | ------- | ------- | -------- | -------- | ----- | ----- |
| одиниця  | осіб    | %       | осіб     | %        | осіб  | %     |
| все      | 10152   | 100     | 4989     | 49.14    | 5163  | 50.86 |
| міське   | 0       | 100     | 0        |          | 0     |       |
| сільське | 10152   | 100     | 4989     | 49.14    | 5163  | 50.86 |

## Сусідні гміни
Гміна Колобжеґ межує з такими гмінами: Госьцино, Дигово, Колобжег, Семишль, Тшеб'ятув, Устроне-Морське.